# Liste des accidents ferroviaires en France au XIXe siècle
Pour un article plus général, voir Liste des accidents ferroviaires en France.

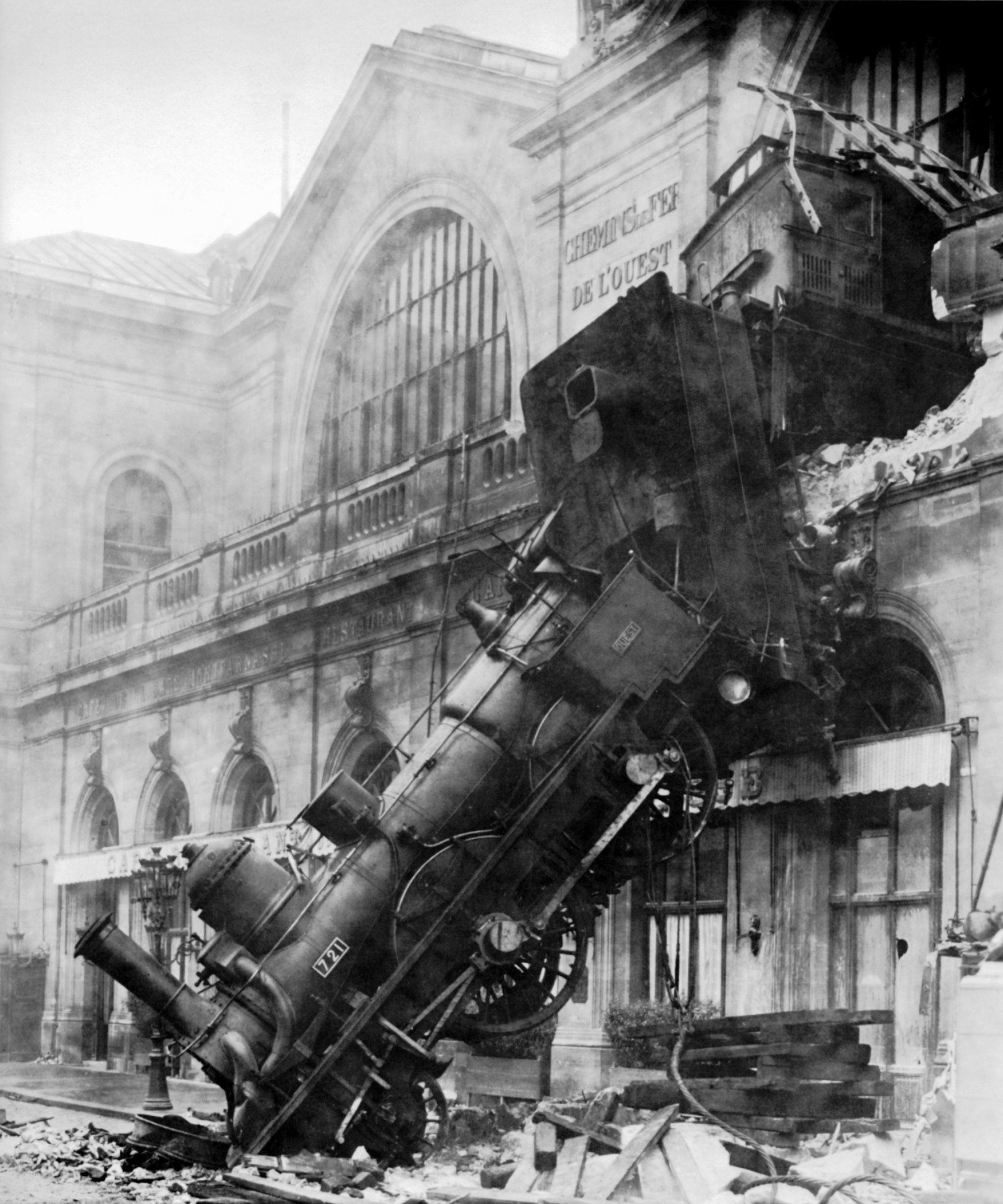
Catastrophe ferroviaire à la gare Montparnasse de Paris en 1895.

La liste des accidents ferroviaires en France au XIXe siècle est constituée de plusieurs pages :
- Liste des accidents ferroviaires en France dans les années 1830
- Liste des accidents ferroviaires en France dans les années 1840
- Liste des accidents ferroviaires en France dans les années 1850
- Liste des accidents ferroviaires en France dans les années 1860
- Liste des accidents ferroviaires en France dans les années 1870
- Liste des accidents ferroviaires en France dans les années 1880
- Liste des accidents ferroviaires en France dans les années 1890
- Liste des accidents ferroviaires en France en 1900

Compte tenu à la fois de leur nombre et du secret souvent entretenu par les exploitants et les autorités autour d'événements susceptibles de frapper défavorablement l'opinion, elle ne peut prétendre à l'exhaustivité, mais s'efforce de mentionner au moins ceux ayant entraîné la perte de vies humaines.